# Smart money
Jako smart money se označují profesionální investoři, kteří jsou o vývoji na kapitálovém trhu
dobře informováni. Často mají nadání na odhad trendů a odhalení výnosných investic dřív, než kdokoli jiný.
Pokud individuální investor zpozoruje, kam profesionální investor vkládá své peníze, snaží se následovat jeho chování, aby také dosáhl nadprůměrného výnosu. Některé výzkumy dokládají, že smart money nedosahují o nic větších zisků než ostatní investoři. Vysvětlení však může být jinde. Profesionální investoři zpravidla obchodují s daleko větším objemem peněz, než individuální investoři. Pokud tedy profesionálové dosahují zisků, „jde to víc vidět“.

## Obchody založené na insider informacích
Obchody, které generují nadměrné zisky, jsou podezřelé obzvláště tehdy, když neexistují veřejně dostupná data na podložení investorského chování. Z toho plyne, že profesionální investoři někdy také obchodují na základě insider informací, což je ve většině zemí dokonce trestné. S insider informacemi (informace, které mají vliv na kurz a veřejnost je nezná) je zakázáno obchodovat nebo je užívat ve svůj prospěch dřív, než je zná veřejnost. Na finančních trzích se objevuje insider trading dokonce až ve 40 % obchodů. Ve skutečnosti je ale velmi těžké někomu dokázat fakt, že obchodoval na základě insider informací a že se neřídil čistě svou intuicí nebo logickým chováním. Pokud se ovšem člověk dozví, kdo smart money je, kdy a kam investuje, může se na jeho chování „svézt“ a přijít si tak na pěkné peníze.

## Psychologická analýza
Pojmu smart money užívá také psychologická analýza, která je pouze doplňkem k analýze fundamentální a technické, a to z jednoho prostého důvodu. Psychologická analýza je velmi subjektivním odhadem toho, jak se mění investorské chování. Jeden psychologický analytik může dospět ke zcela opačnému závěru, než ten druhý. Navíc kdyby používal psychologickou analýzu každý, profesionální investoři by svými postupy nevynikali a nebylo by tedy možné na kapitálových trzích dosahovat nadprůměrných výnosů. Tuto analýzu používá asi 5 % analytiků.

### Le Bonova teorie davu
Psychologická analýza je založena na teorii davu, se kterou jako první přišel Gustave Le Bon ve své knize Psychologie davu. Podle této teorie existují události, které způsobí, že se vytvoří psychologický dav, který dokonce ani nemusí být na stejném místě. Dav postupně ztrácí svůj rozum, do popředí se dostávají emoce a lidé začínají přejímat obecné vlastnosti davu, které jsou následující:
- lehkověrnost – člověk rád uvěří pohádkám, které jsou mu vykládány, protože tak pěkně znějí a hezkému se věří dobře
- proměnlivost citů – jeden člověk nadnese určitý názor, davu se to líbí, potom nadnese svou myšlenku druhý člověk a davu se to zase líbí i přesto, že je to úplně v rozporu s tou předchozí ideou
- zjednodušenost chování – dav nevydrží dlouho poslouchat, je nutné mu dávat krátké a jasné příkazy
- absence etiky – v davu jsou lidé schopni udělat to, co by jako individualisté nikdy neudělali
- nesnášenlivost – vůči všem a všemu odlišnému.

Vlastnosti davu vznikly na základě anonymity, sugesce a hysterického proudění. Člen davu tomuto chování většinou nedokáže odolat. A ten, kdo dokáže, je považován za smart money. 

### Psychologická koncepce podle A. Kostolanyho
Dalším, který sledoval úspěšné investory, byl André Kostolany. Tento maďarský spekulant se sám věnoval obchodování na burze snad 70 let. Podle něj se dělí burzovní publikum následovně: 
- spekulanti – takzvané „pevné ruce“, kterých je na trhu asi 10 %
- hráči – pojmenovaní jako „roztřesené ruce“.

#### Spekulanti
Správný spekulant by si měl umět každý obchod vysvětlit. Zpravidla se řídí heslem „plout proti proudu“, což značí, že se chovají přesně naopak než hráči, neboli stádo ovcí. Plout proti proudu by měli asi ze 2/3, zbytek, z 1/3 by měli plout s proudem, aby zjistili myšlenky hráčů a jejich očekávané chování. Ovšem ani spekulanti nejsou neomylní, ale na rozdíl od hráčů se ze svých chyb poučí a příště už je neudělají. Aby se člověk stal správným spekulantem, musí mít 4 vlastnosti:
- 1.	štěstí
- 2.	myšlenky
- 3.	peníze
- 4.	trpělivost.

#### Hráči
Naopak hráči mají velmi logické heslo: „Když kurzy padají, tak padají a když rostou, tak rostou.“ Hráči jednají jako členové davu, tedy na základě emocí. Ve svém chování sice kopírují chování spekulantů, ale než ho identifikují, je příliš pozdě a mezitím na trhu nastane úplně odlišná situace. Protože si hráči obchody mnohdy ani nedokážou vysvětlit, jsou dlouhodobě a opakovaně neúspěšní. 

### Technické zkoumání trhu
André Kostolany také provedl analýzu akciových kurzů a obratů a k tomu vztáhl chování na kapitálovém trhu. Za předpokladu, že P značí akciové kurzy a V obrat, došel k těmto závěrům:
- ↑P a ↑V - V situaci, kdy jsou akciové kurzy vysoké, nakupují hráči. Burzovní tendence je nejistá, trend je před svým vrcholem.
- ↓P a ↑V - V této chvíli nakupují spekulanti. Trend se začíná měnit z medvědího na býčí.
- ↓P a ↓V - Na trhu je medvědí trend, pokles bude pokračovat, nenakupuje nikdo.
- ↑P a ↓V - Býčí trend je asi ve své 1/5. Akciové kurzy začínají růst, ale obrat ještě ne, protože v hráčích stále přetrvává pesimismus nebo už nemají žádné volné peněžní prostředky.